# Nigéria vasúti közlekedése
Nigéria vasúthálózata 1067 mm-es nyomtávolsággal épült ki, összesen 3505 km hosszan. Villamosított vonalak nincsenek az országban. Nemzeti vasúttársasága a Nigerian Railway Corporation.
Az elmúlt húsz évben az ország vasúthálózata kínai segítséggel újult meg. Tervben van a jövőben egy tengerparti vasútvonal megépítése is, mely a fővárost, Lagost köti majd össze Calabarral.

## Vasúti kapcsolata más országokkal
Nincs vasúti kapcsolata más országokkal.